# VI centenario della morte di Dante Alighieri

Francobollo da 15 centesimi della serie per il VI Centenario della morte di Dante

VI centenario della morte di Dante Alighieri è una serie di quattro francobolli emessi dal Regno d'Italia il 28 dicembre 1921 per commemorare la ricorrenza legata al poeta italiano.

## Notizie storico-filateliche
La serie di francobolli fu voluta dalla Società Nazionale Dante Alighieri che fece pressione presso l'ente preposto allo scopo di finanziare i festeggiamenti previsti. Differentemente da quanto avveniva in precedenza non venne applicato un sovrapprezzo sul valore nominale dei francobolli ma vennero cedute alla Società richiedente 275.000 serie delle 400.000 stampate. Tale società fu poi libera di vendere i francobolli ma solo dopo che furono chiuse le vendite ufficiali e la serie messa fuori corso. Le 125.000 serie in carico all'ente postale furono cedute al pubblico attraverso gli uffici dei capoluoghi di provincia e rimasero in corso di validità per tutto l'anno. Le vignette della serie furono disegnate da Giuseppe Cellini e nel valore da 15 centesimi raffiguravano un'aquila che porta in volo la Divina Commedia, nel valore da 25 centesimi un'allegoria dell'Italia che tiene con la mano destra la Divina Commedia e nel valore da 40 centesimi un'effigie di Dante Alighieri. La stampa delle vignette fu affidata alla ditta Petitti di Roma.

## Notizie tecniche
Tirature: 400.000 serie
Data di emissione: 28 settembre 1921
Stampa: tipografica
Fogli: 100 esemplari in 2 gruppi da 50
Dentellatura: 14 a pettine o lineare
Filigrana: corona
Incisori: Priola, Grimaldi